# Cophogryllus zoutpansbergi
Cophogryllus zoutpansbergi är en insektsart som beskrevs av Otte, D. 1987. Cophogryllus zoutpansbergi ingår i släktet Cophogryllus och familjen syrsor. Inga underarter finns listade i Catalogue of Life.